# Marc Daniels
Marc Daniels (27 de enero de 1912 – 23 de abril de 1989) fue un director de televisión de nacionalidad estadounidense.

## Biografía
Su verdadero nombre era Danny Marcus, y nació en Pittsburgh, Pensilvania. Graduado en la Universidad de Míchigan, tras servir en la Segunda Guerra Mundial, Daniels fue contratado por la CBS para dirigir el primer programa dramático de antología de la cadena, Ford Theater. Más adelante fue el director de los primeros 38 capítulos de I Love Lucy, serie en la cual Daniels recomendó a Vivian Vance para el papel de Ethel Mertz. Daniels, junto al cineasta Karl Freund, es el introductor de la técnica de rodaje de tres cámaras, en oposición a la tradicional con una única cámara.
Además de I Love Lucy, Daniels también dirigió episodios de Where's Raymond?, Gunsmoke, Fame, Alice, Hogan's Heroes, y The Andros Targets. Entre los aficionados a la ciencia ficción, Daniels es quizás más conocido por dirigir más de una docena de capítulos de Star Trek: La serie original (entre ellos el episodio "Espejo, espejito") y por escribir un episodio de Star Trek: La serie animada ("One of Our Planets is Missing"). Hacia el final de su carrera, Daniels trabajó de Nuevo con Lucille Ball en la última serie de la actriz, Life with Lucy (1986).
A lo largo de su trayectoria artística, Daniels fue nominado a tres Premios Emmy y a tres Premios del Sindicato de Directores de Estados Unidos.
Marc Daniels falleció a causa de un fallo cardiaco congestivo en 1989 en Santa Mónica (California), a los 77 años de edad. Casualmente, su fallecimiento se produjo tres días antes del de Lucille Ball, que también murió a los 77 años por una enfermedad cardiaca.